# Білий чай
Бі́лий чай (англ. White Tea, Silver Tips; Camellia sinensis) — малоокиснений різновид чаю. В основі технології білого чаю лежить ідея якомога менше обробляти чайний лист, а отже, максимально зберегти всі його природні властивості.
Білий чай поширений переважно в Китаї і вважається одним із найвишуканіших і найдорожчих чаїв. Для нього збирають бруньки та молоді листочки першого врожаю чаю, які тільки наполовину розкрилися. Після заварювання білий чай має блідо-жовтий або зеленувато-жовтий колір, тонкий квітковий або трав'яний аромат та солодкуватий смак. З усіх видів чаю він має найбільше корисних речовин та містить найбільшу кількість чайного кофеїну, який називається теїном.
Білий чай має надзвичайно тонкий аромат, який дуже легко вбирає навколишні запахи. Саме тому збиральникам чаю заборонено вживати в їжу цибулю, часник та гострі спеції, інакше вони можуть занапастити оригінальний аромат чаю. В сезон збору білого чаю, на початку квітня, в Китаї квітнуть фруктові сади, які нерідко межують із чайними плантаціями. Аромат квітів осідає на сріблястих ворсинках перших чайних листочків, що надає напою характерного квіткового аромату.
На світовий ринок білий чай надходить в обмеженій кількості. Через трудомісткість збору і складні умови зберігання (головний показник якості білого чаю — свіжість) ціна на білий чай значно вища, ніж на зелений — нормальною є роздрібна ціна 250–400 USD за кілограм. Часто за білий чай торговці намагаються видати схожі за зовнішнім виглядом різновиди зеленого чаю.

## Нутриціологічна (харчова) оцінка
Багатий антиоксидантами, такими як поліфеноли, катехіни і флавоноїди.

## Показники якості білого чаю
Листочки білого чаю не мають бути поламаними та скрученими, вони повинні виглядати як ціле засушене листя. Їх колір — світлий сріблясто-зелений ззовні та білястий зсередини.
Його настій може бути від світло-жовтого до бурштинового кольору, а при правильному заварюванні білий чай стає дуже ароматним. Саме тому, цей чай ще може зустрічатися під назвою «квітковий». Вживається також назва «мандаринський».

## Технологія виготовлення
Для елітного білого чаю збирається або тільки одна верхня, м'яка та ароматна, брунька чайного куща — тіпс, або така ж брунька з одним найближчим листочком. Такі молоді чайні листочки дуже ніжні та соковиті.
Зібране листя тримають десь біля хвилини над парою, щоб зупинити процеси окиснення та ферментації. Після цього листочки чаю підсушують.

## Країни-виробники
- Китай — основний виробник білого чаю. Білий чай збирають переважно у гірських районах провінції Фуцзянь.
- Шрі-Ланка, гірські райони.
- Індія (Дарджилінг, Асам та Нілґірі).
- Непал.
- Африканські країни — переважно, Кенія та Малаві.